# 安德莉亞·拉米雷斯
安德莉亞·拉米雷斯·瓦爾加斯（西班牙語：Andrea Ramírez Vargas，1998年9月4日—）是一名哥倫比亞女子跆拳道運動員。她曾經獲得2017年世界跆拳道錦標賽女子46公斤級銅牌以及2019年泛美運動會跆拳道比賽女子49公斤級銅牌。

## 外部連結
- TaekwondoData.com （页面存档备份，存于）
- 安德莉亞·拉米雷斯的Facebook專頁
- 安德莉亞·拉米雷斯的X（前Twitter）
- 安德莉亞·拉米雷斯的Instagram帳戶